# Epinephelus amblycephalus
Epinephelus amblycephalus es una especie de peces de la familia Serranidae en el orden de los Perciformes.

## Morfología
Los machos pueden llegar alcanzar los 50 cm de longitud total.

## Distribución geográfica
Se encuentra desde el mar de Andaman hasta el sur de Japón, Taiwán, China, Filipinas, Vietnam, Malasia, Tailandia, Indonesia, Nueva Guinea, el mar de Arafura el noroeste de Australia y Fiyi.